# Yevgueni Petrov (ciclista)
Yevgueni Vladímirovich Petrov (Евге́ний Влади́мирович Петро́в, Belovo, 25 de mayo de 1978) es un ciclista ruso que fue profesional entre 2001 y 2016. 
En 2019 se convirtió en director deportivo del Gazprom-RusVelo.

## Biografía
Pasó a profesionales en el año 2001 con el conjunto Mapei, con grandes credenciales, pues había ganado el año anterior el campeonato del mundo sub-23 tanto en ruta, como en contrarreloj.
De todas formas, conforme fueron pasando los años, su rendimiento no progresó en la medida de lo esperado, sin llegar a explotar definitivamente. Fue fichado por el conjunto Banesto, aunque al año siguiente marchara rumbo a Italia, al conjunto Saeco. Tras otro año sin grandes éxitos, únicamente con la victoria en el Trofeo Agostinho, fue seleccionado para quedarse en el equipo resultante de la fusión del Lampre y el Saeco.
Tras un año 2005 bastante discreto, siendo únicamente segundo del Giro del Trentino, el año 2006 supuso una leve mejoría para el ruso, pese a no conseguir ninguna victoria, obtuvo puestos de honor en importantes carreras, como el quinto puesto logrado en la Vuelta a Alemania, el undécimo en la París-Niza, y el 18.º en la Vuelta a España.
Ganó el Dúo Normando de 2002, haciendo pareja con Filippo Pozzato. El año 2007 firmó con el equipo italo-ruso Tinkoff Credit Systems, donde sería uno de los ciclistas más destacados, acabando el Giro de Italia en una buena séptima posición, tras ser protagonista en varias etapas.

## Palmarés
2000 (como amateur)
- Campeonato de Rusia Contrarreloj
- Campeonato Europeo Contrarreloj sub-23
- Campeonato Mundial Contrarreloj sub-23
- Campeonato Mundial en Ruta sub-23

2002
- Tour del Porvenir
- Dúo Normando (haciendo pareja con Filippo Pozzato)
- Tour de Eslovenia, más 1 etapa
- Campeonato de Rusia Contrarreloj

2003
- 1 etapa de la Vuelta a Castilla y León

2006
- 3.º en el Campeonato de Rusia en Ruta

2007
- 2.º en el Campeonato de Rusia Contrarreloj

2010
- 1 etapa del Giro de Italia

2014
- 1 etapa de la Vuelta a Austria

## Resultados en Grandes Vueltas y Campeonatos del Mundo
| Carrera              | Carrera              | 2001 | 2002  | 2003 | 2004 | 2005 | 2006 | 2007 | 2008 | 2009 | 2010 | 2011 | 2012 | 2013  | 2014 | 2015 | 2016 |
| -------------------- | -------------------- | ---- | ----- | ---- | ---- | ---- | ---- | ---- | ---- | ---- | ---- | ---- | ---- | ----- | ---- | ---- | ---- |
|                      | Giro de Italia       | —    | —     | —    | —    | 50.º | 57.º | 7.º  | 29.º | 34.º | 31.º | 39.º | 61.º | 25.º  | 48.º | —    | 75.º |
|                      | Tour de Francia      | —    | —     | 53.º | 38.º | Ab.  | —    | —    | —    | —    | —    | —    | —    | —     | —    | —    | —    |
|                      | Vuelta a España      | —    | —     | —    | —    | —    | 18.º | —    | 43.º | —    | —    | 65.º | —    | 117.º | —    | —    | —    |
| Mundial en Ruta      | Mundial en Ruta      | 86.º | 150.º | 69.º | —    | Ab.  | —    | Ab.  | Ab.  | —    | —    | —    | —    | —     | —    | —    | —    |
| Mundial Contrarreloj | Mundial Contrarreloj | 15.º | 17.º  | 15.º | —    | —    | —    | —    | —    | —    | —    | —    | —    | —     | —    | —    | —    |

—: no participa

Ab.: abandono

## Equipos
- Mapei-Quick Step (2000[2] -2002)
- iBanesto.com (2003)
- Saeco (2004)
- Lampre (2005-2006)
  - Lampre-Caffita (2005)
  - Lampre-Fondital (2006)
- Tinkoff Credit Systems (2007-2008)
- Team Katusha (2009-2010)
- Astana (2011-2012)
  - Pro Tean Astana (2011)
  - Astana Pro Team (2012)
- Saxo/Tinkoff (2013-2016)
  - Team Saxo-Tinkoff (2013)
  - Tinkoff-Saxo (2014-2015)
  - Tinkoff (2016)